# Арінь (Брашов)
Арінь, Аріні (рум. Arini) — село у повіті Брашов в Румунії. Входить до складу комуни Меєруш.
Село розташоване на відстані 166 км на північ від Бухареста, 26 км на північ від Брашова.

## Населення
За даними перепису населення 2002 року у селі проживали 895 осіб. Рідною мовою 887 осіб (99,1%) назвали румунську.
Національний склад населення села:
| Національність | Кількість осіб | Відсоток |
| -------------- | -------------- | -------- |
| цигани         | 583            | 65,1%    |
| румуни         | 307            | 34,3%    |